# 埃尔旺日
埃尔旺日（法語：Elvange，法語發音：[ɛlvɑ̃ʒ]；洛林法兰克语：Ilwingen）是法国摩泽尔省的一个市镇，属于福尔巴克-布莱摩泽尔区。

## 地理
埃尔旺日（49°3'36"N, 6°32'56"E）面积7.12 平方千米，位于法国大東部大區摩泽尔省，该省份为法国东北部内陆省份，是洛林的一部分，西南接默尔特-摩泽尔省，东临下莱茵省，北与卢森堡和德国接壤。
与埃尔旺日接壤的市镇（或旧市镇、城区）包括：克雷昂日、弗莱特朗日、甘格朗日、埃米利、曼维莱尔。

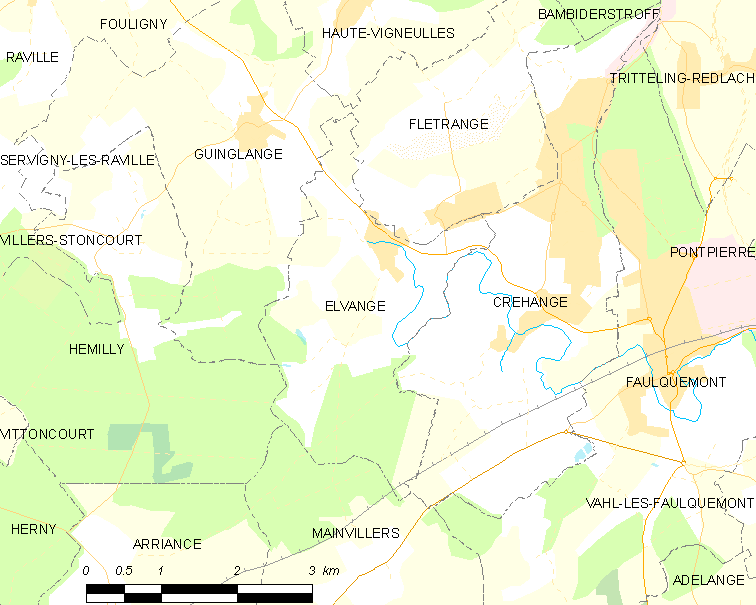
埃尔旺日的OSM定位图

埃尔旺日的时区为UTC+01:00、UTC+02:00（夏令时）。

## 行政
埃尔旺日的邮政编码为57690，INSEE市镇编码为57190。

## 政治
埃尔旺日所属的省级选区为福尔克蒙县。

## 人口

1962-2008年间埃尔旺日人口变化图示

埃尔旺日于2022年1月1日时的人口数量为419人。